# Renato Sanches
Renato Júnior Luz Sanches (Lisabon, 18. kolovoza 1997.) portugalski je nogometaš koji trenutačno igra za Paris Saint-Germain.
Sanches je započeo svoju karijeru u Benfici, gdje je profesionalno debitirao u drugoj momčadi u listopadu 2014. godine. Za prvu momčad je debitirao godinu kasnije. U svojoj jedinoj sezoni s lisabonskim klubom je osvojio Primeiru Ligu i Taça da Liga. Kasnije je prešao u njemački Bayern München za 35 milijuna eura, najveća cijena za portugalskog igrača iz domaće lige. Sanches je u krajem kolovoza 2017. posuđen velškom prvoligašu Swansea Cityju. Portugalac se nije previše naigrao u bavarskom klubu i tako izrazio želju za odlaskom iz Bayerna. U kolovozu 2019. je prešao za 25 milijuna eura u flandrijski Lille.
U ožujku 2016. godine je debitirao za portugalsku nogometnu reprezentaciju i našao je se na popisu portugalskog izbornika za nastup na Europsko prvenstvo u Francuskoj s osamnaest godina, s čime je srušio rekord Cristiana Ronalda za najmlađeg portugalskog reprezentativca koji je nastupio na međunarodno natjecanje.

## Klupska karijera

### Benfica
Sanches je rođen u Lisabonu kao dijete oca iz Svetog Tome i Principa i majke sa Zelenortskih Otoka. Odrastao je u Musgueiri,  gdje je počeo trenirati nogomet u Águias da Musgueirai s osam godina, a s devet godina je se pridružio Benficovoj mladoj školi. Benfica je platila 750 eura i 25 lopti za Sanchesa.
Sanches je profesionalno debitirao za drugu momčad Benfice u sezoni 2014./15. u Segundi Ligi. U listopadu 2014. godine je prvi puta istrčao na teren za B momčad protiv Feirensea. U drugoj polovici sezone je dva puta kažnjen s izravnim crvenim kartonom: kao zamjena u pobjedi protiv druge momčadi Porta u siječnju 2015. godine i protiv Sante Clare dva mjeseca kasnije.
Nakon što je godinu dana proveo u drugoj momčadi lisabonskog kluba, Sanches je počeo trenirati s prvom momčadi. Ostao je ipak istovremeno u B selekciji, gdje je zabio svoj prvi pogodak 30. kolovoza 2015. godine u porazu protiv Varzima. Sedamnaest dana kasnije je zabio dva jedanaesterca u 3:2 porazu protiv Aves. U listopadu je zabio gol u 11:1 pobjedi protiv Galatasaraya u UEFA Youth League. Devet dana poslije je debitirao za prvu momčad kao zamjena za Jonasa u 74. minuti protiv Tondele.
U studenom 2015. godine je Sanches produžio svoj ugovor s Benficom do 2021. godine, s odštetnom klauzulom od 45 milijuna eura. 25. studenog je započeo - po prvi put - u prvih jedanaest, gdje je odigrao punih 90 minuta u Ligi prvaka protiv Astane. 4. prosinca je s osamnaest godina zabio svoj prvi pogodak za Benficu i tako postao najmlađi strijelac na domaćim utakmicama u povijesti Benfice u 21. stoljeću.
Drugi pogodak je portugalski veznjak zabio Vítoriji S.C. u Primeiri Ligi. U travnju te godine je Sanches bio žrtva rasističkog vrijeđanja od strane navijača Rio Avea. Zadnju utakmicu za Benficu je Sanches odigrao protiv Marítima u završnici Taçe da Lige u svibnju 2016. godine.

### Bayern München
S bavarskim Bayern Münchenom je 10. svibnja 2016. godine potpisao petogodišnji ugovor za 35 milijuna eura. S transferom u Bayern München je postao najskuplji, portugalski igrač iz domaće lige i prvi Portugalac u njemačkom prvoligašu. U domovini je Portugalac proglašen za najboljeg mladog igrača 2016. godine u ožujku 2017.
Za njemačku momčd je Portugalac debitirao 9. rujna 2017. u pobjedi nad Schalkeom 04. S Bayernom je Sanches postao prvak Njemačke, međutim nije postigao nijednu asistenciju niti pogodak u svim natjecanjima. U ukupno 25 duela za Bayern je Portugalac bio 4 puta u udarnoj postavi, te jednom je odigrao cijelu utakmicu. Bivši igrač Bayerna Lothar Matthäus je Sanchesa imenovao u svom popisu najgorih igrača Bundeslige 2016./17. sezone.
U kolovozu 2019. godine je Sanches nakon utakmice protiv Herthe iskazao svoje nezadovoljsto sa svojim statusom u bavarskom klubu. Portugalac je ušao kao zamjena za Thomasa Müllera u zadnjih pet minuta susreta. "Nisam ovo očekivao od trenera. Naravno da želim otići, ali neće me pustiti. Tužan sam jer zaslužujem više od pet minuta", izjavio je Sanches. Nakon tog incidenta je Portugalac kažnjen s novčanom kaznom od strane Bayerna.

### Swansea City
Iako je Carlo Ancelotti tvrdio kako Portugalac neće napustiti Allianz Arenu, ipak je Sanchesa posudio Swansea Cityju krajem kolovoza 2017. godine. U Walesu je se Sanches pridružio treneru Paulu Clementu, bivši pomoćni trener Ancelottija u Bayernu do siječnja 2017. Velšani su portugalskog reprezentativca posudili na godinu dana.

### Lille
U kolovozu 2019. godine je Sanches napustio Bayern (nakon što je eksplicitno izrazio želju za odlaskom) i potpisao četverogodišnji ugovor s francuskim Lilleom. Les Dogues su platili 25 milijuna eura odštete, a još pet milijuna Bayern je mogao zaraditi kroz ugovorene bonuse. Portugalac je debitirao 1. rujna te godine protiv Stade Reimsa u Ligue 1 u 0:2 porazu.

## Reprezentativna karijera
Sanches je odigrao ukupno 40 utakmica za mlađe reprezentacije Portugala. Predstavljao je Portugal Europsko prvenstvo do 17 godina u 2014. godini.
Izbornik Fernando Santos je 18. ožujka 2016. godine pozvao Sanchesa za prijateljske utakmice protiv Bugarske i Belgije. Za portugalsku nogometnu reprezentaciju je debitirao kao zamjena u 76. minuti za Williama Carvalha u porazu protiv Bugara te je ga pozdravio navijač koji je uletio na teren.

### Euro 2016.
Portugalski nogometni izbornik objavio je u svibnju 2016. popis za nastup na Europsko prvenstvo u Francuskoj, na kojem je se nalazio Sanches. Sa Santosovim odabirom za Sanchesa, portugalski veznjak je pozivom u reprezentaciju srušio rekord kojeg je više od 12 godina držao njegov sunarodnjak Cristiano Ronaldo za najmlađeg igrača Portugala s pozivom na jedno veliko natjecanje. U prvoj utakmici Portugala na Europskom prvenstvu je ušao na teren kao zamjena za Joãoa Moutinha, 19 minuta prije kraja protiv Islanda. U četvrtfinale protiv Poljske je srušio dva rekorda. Portugalac je golom Poljskoj u 33. minuti postao najmlađi igrač koji je ikad zabio u nokaut fazi Eura. Također je srušio rekord Cristiana Ronalda kao najmlađi igrač koji je ikad počeo utakmicu za Portugal na velikom natjecanju. U finalu su nogometaši A Seleçãoa pobijedili Francusku na Stade de Franceu i došli do svojeg prvog naslova prvaka Europe. Portugal je došao do naslova prvaka Europe iako je na cijelom turniru upisao jednu pobjedu u 90 minuta, protiv Walesa u polufinalu. A Selecção je gotovo 100 minuta igrala bez svojeg kapetana Cristiana Ronalda, a pobjedu im je donio igrač s klupe Éder u 109. minuti utakmice. Sanches je postao i najmlađi igrač u povijesti koji je nastupio u završnici europskog prvenstva. Portugalski veznjak je nastupio u finalu s 18 godina i 328 dana oborivši rekord sunarodnjaka Cristiana Ronalda koji je 2004. u finalu europskog natjecanja imao 19 godina i 150 dana. Sanches je također proglašen najboljim mladim igračem Europskog prvenstva u Francuskoj.

### Reprezentativni golovi
| Broj                                                              | Datum            | Stadion                               | Protivnik | Pogodak | Rezultat | Natjecanje |
| ----------------------------------------------------------------- | ---------------- | ------------------------------------- | --------- | ------- | -------- | ---------- |
| 1                                                                 | 30. lipnja 2016. | Stade Vélodrome, Marseille, Francuska | Poljska   | 1:1     | 1:1      | EP 2016.   |
| * Golovi u reprezentaciji zadnji su put ažurirani 11. rujna 2019. |                  |                                       |           |         |          |            |